# Runenstein von Bjärby
Der Runenstein von Bjärby (schwedisch Bjärbysten – Nr. Öl 36) ist ein Runenstein der, bei Bjärby auf der schwedischen Insel Öland in der Gemeinde Borgholm in Kalmar län steht.
Der Runenstein aus der Mitte des 11. Jahrhunderts lag nach den Notizen von Johannes Haquini Rhezelius (gest. 1666) als Brücke über einem Bach und wurde im Jahre 1634 wieder aufgerichtet. Er ist aus öländischem Kalkstein. Die Runen auf dem Bjärbystein sind in ein Schlangenband eingeritzt. Kopf und Schwanz der Schlange vereinigen sich am Fuß des Steines. Die Schlange bildet die Umrandung für ein Kreuz in der Mitte des Steines.

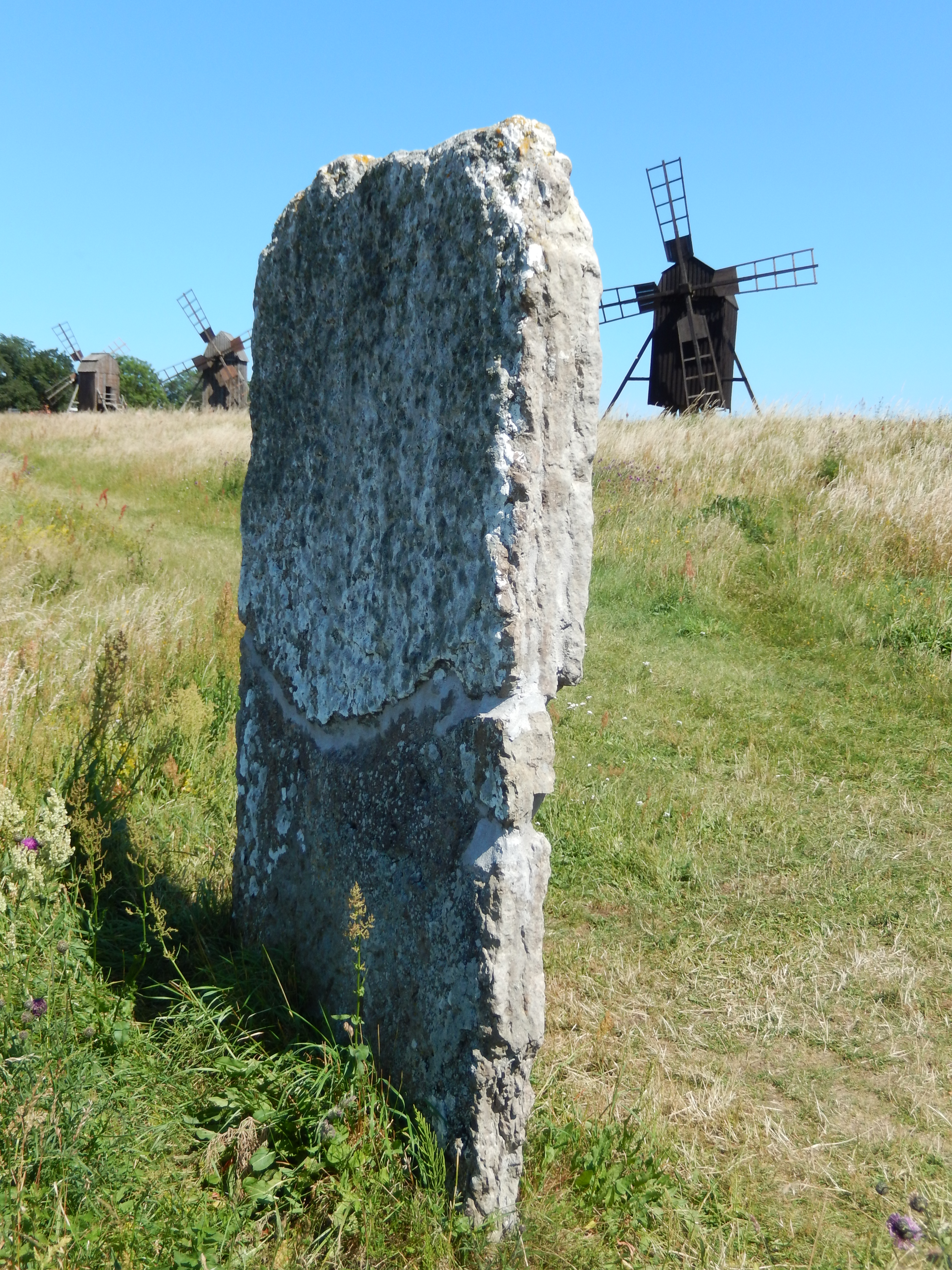
Runenstein von Lerkaka

Der Text auf dem Bjärbystein lautet: „Härfrid und Vidbjörn haben diesen Stein für ihren Vater Fastulf errichten lassen. Siglaug ließ ihn errichten für ihren Mann. Er wurde in der Kirche begraben.“ Die Inschrift steht in einem nur teilweise umlaufenden doppelten Schlangenband.
Einen Kilometer nördlich des Bjärbysteines, gegenüber den Mühlen von Lerkaka, steht der zum Gedenken an „Rike Unn“ errichtete Runenstein von Lerkaka (Öl 37).